# Jules Bourdet
Cet article possède des paronymes, voir Joseph-Émile Bourdais et Jules Bourdais.
Pour les articles homonymes, voir Bourdet.
Jules-Joseph-Guillaume Bourdet, né en 1799 à Paris et mort le 27 octobre 1869 dans le 6e arrondissement de Paris, est un peintre, caricaturiste et lithographe français.

## Biographie

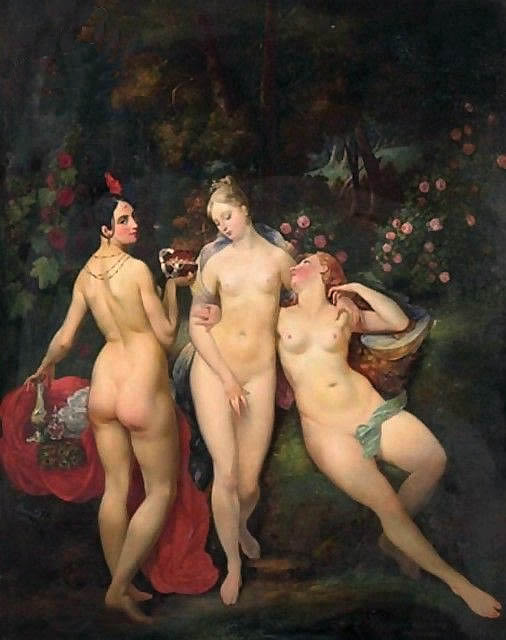
Attribué à Jules Bourdet, Les Trois Grâces (1832), œuvre non sourcée, localisation inconnue.

Jules Bourdet est l'élève du baron Gros. Il a exposé au Salon de Paris en 1833, 1840 et 1849. Il exposa également au salon de Lille de 1825. En dépit de l'aide de certains de ses amis, il a été réduit à la misère et même à la mendicité, après avoir vendu tous ses biens pour financer sa consommation d'alcool. Il est mort le 27 octobre 1869 à Paris.
Il a collaboré aux différents magazines publiés par Aubert & Cie.